# Ильинка (Херсонская область)
Ильинка (укр. Іллінка) — посёлок в Аскания-Новой поселковой общине Каховского района Херсонской области Украины.
Население по переписи 2001 года составляло 569 человек. Почтовый индекс — 75230. Телефонный код — 5538. Код КОАТУУ — 6525455301.

## Местный совет
75230, Херсонская обл., Чаплинский р-н, пгт Аскания-Нова, ул. Соборная, 28